# Perymenium discolor
Perymenium discolor là một loài thực vật có hoa trong họ Cúc. Loài này được Schrad. miêu tả khoa học đầu tiên năm 1830.